# Wenceslao Dutrem
Wenceslao Dutrem Domínguez (Barcelona, 1 de junio de 1909 - ib., 12 de enero de 1979) fue un médico, farmacéutico y exiliado español, inspector municipal de Sanidad, Militante de las JEREC, Dispensario Municipal de Moncada i Reixac. Conocido por ser médico en el bando republicano, ayudó a crear el primer servicio de transfusión del mundo en Barcelona en 1936 y fue el doctor de cabecera de León Trotski.

## Biografía
Wenceslao Tomas Dutrem y Domínguez nació en la Ronda de Sant Pau, 47 en el barrio barcelonés del Ensanche, el 1 de junio de 1909, hijo del químico-farmacéutico Wenceslau Dutrem Solanich (1877-1957) también anarquista de ideología republicana, conocido por tener una farmacia al n.º 50 de la calle de San Pedro Más Alto, donde se fabricaba el Erotyl, un antecedente de la Viagra, muy popular en su tiempo, y su madre Ángela Domínguez Ortelli (1881-1970) nieta de los primeros inmigrantes Italianos en traer los soldaditos de plomo a España. Tenía dos hermanos, Elíseo Dutrem el segundo más grande que fue farmacéutico y abogado y Marta Dutrem la más pequeña también abogada.

### Vida en Cataluña
Wenceslao se traslada con su familia a principios de 1910 al Valle de Arán, específicamente al pueblo de Lés, debido a que su padre estaba siendo perseguido políticamente en Barcelona. Es aquí donde nace su hermano Elíseo en 1911 y su hermana Marta en 1914.
En 1919 la familia Dutrem se muda a Castellbell y Vilar, sitio donde su padre ejercería como químico farmacéutico, hasta 1922.
El mismo año Wenceslao regresa a Barcelona para cursar la ESO.  Posteriormente estudia las carreras de Farmacia y Medicina en la Universidad de Barcelona, licenciándose en 1929 en farmacia y medicina en 1930. Hizo la especialidad de patología interna, alumno del doctor Agustín Pedro Pons en el Hospital Clínico de Barcelona.

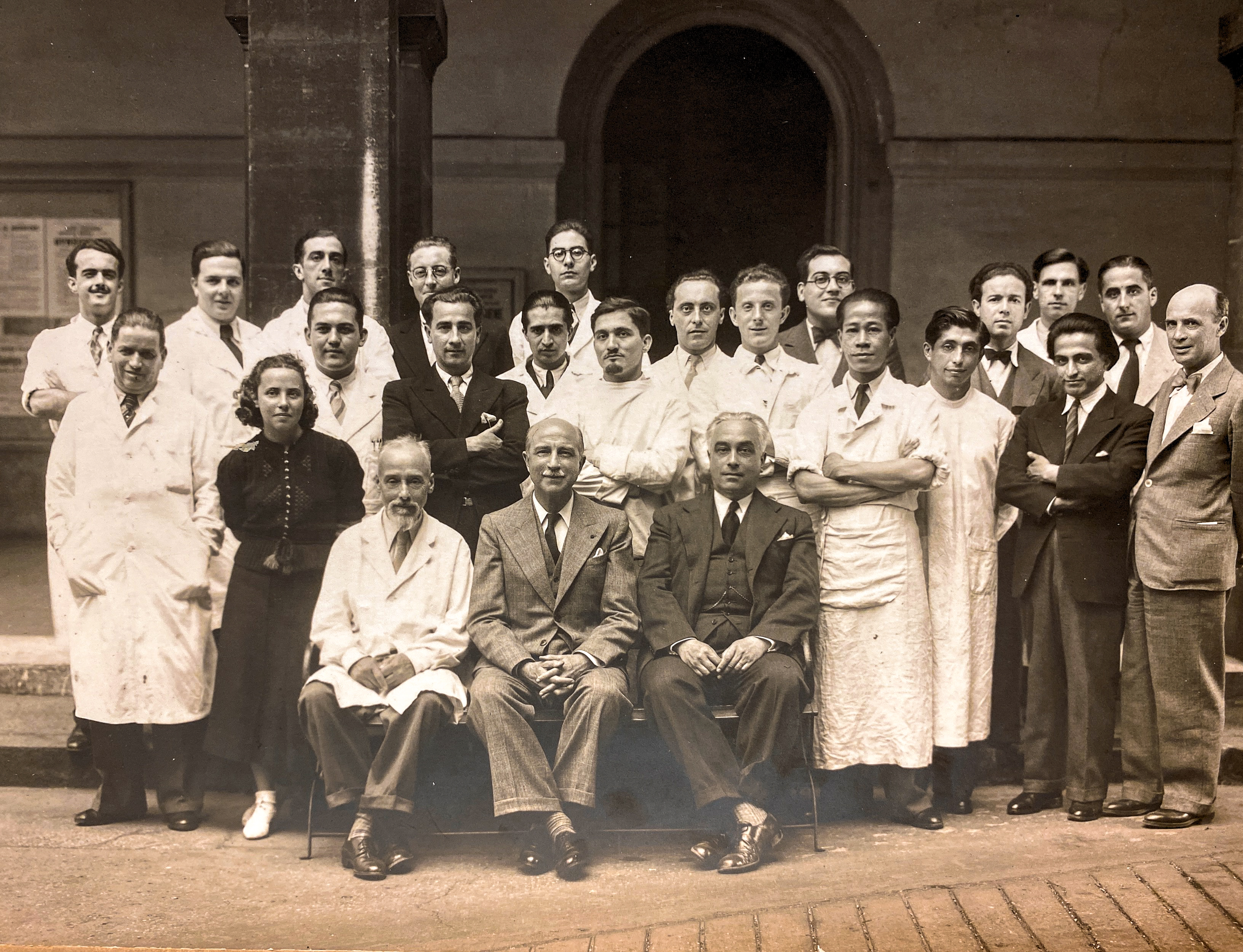
Wenceslao Dutrem en la clase de graduados en 1930, Hospital Clínico de Barcelona.

En Wenceslao predominaba la vocación médica. Wenceslao tenía un consultorio en La Pedrera (Casa Milà), otra en el Poble Nou y un último consultorio en un sitio indeterminado en la misma ciudad de Barcelona, donde por la tarde visitaba a los pobres y les proporcionaba los medicamentos que podía sacar de la consulta de la gente adinerada que visitaba por las mañanas en la Pedrera. El 26 de septiembre de 1936 se casa con Maria Teresa Sitjes en Barcelona.

## Guerra Civil

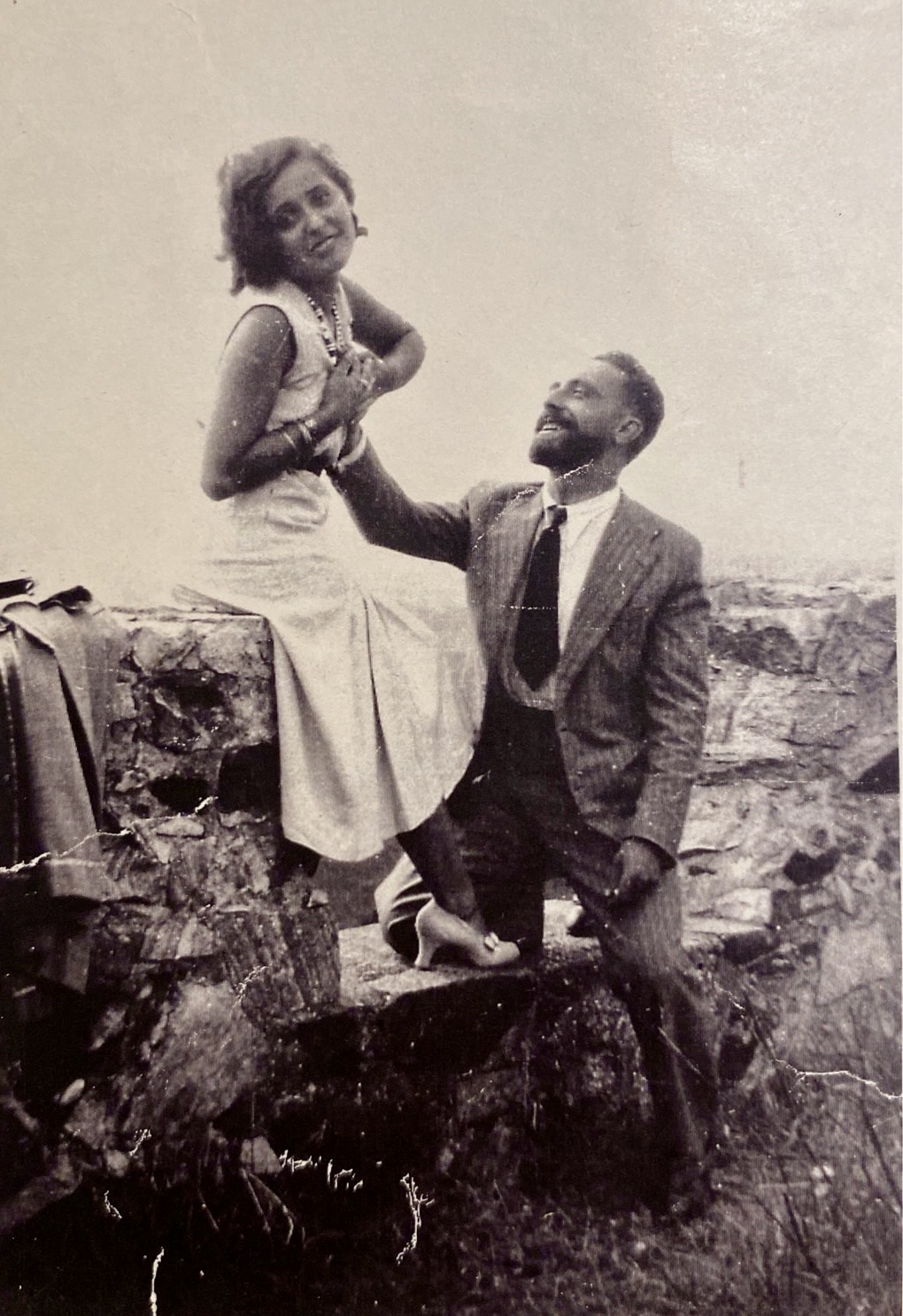
Wenceslao Dutrem y su hermana Marta en marzo de 1935.

### Primer Servicio de Transfusión Sanguínea

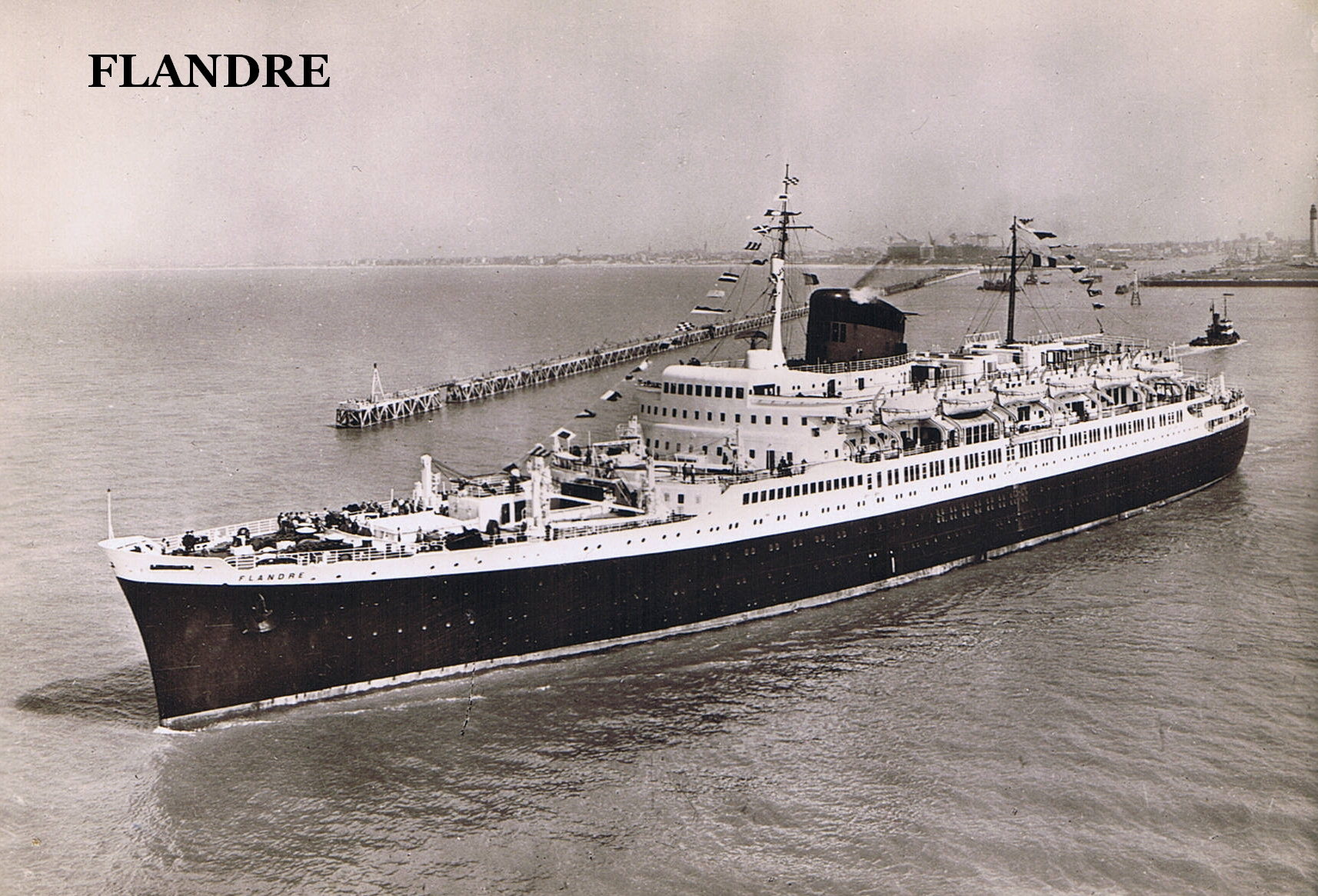
Vapor Flandre, en el cual Wenceslao llegó al exilio.

Durante la guerra civil española simpatizó con el PSUC y fue enviado en el frente de Aragón como médico, donde colaboró con Frederic Durán-Jordà y a la doctora Serafina Palma Delgado en la creación del primer Servicio de Transfusiones de Sangre para el frente.

### Técnica desangre citratada
La técnica de sangre citratada fue una de las innovaciones más importantes que Wenceslao Dutrem y su equipo implementaron durante la Guerra Civil Española. Esta técnica consistía en preservar la sangre donada utilizando citrato de sodio, una sustancia que evita que la sangre coagule al desactivar el calcio, uno de los componentes esenciales en el proceso de coagulación. El uso de sangre citratada permitía almacenar la sangre durante más tiempo y transportarla de manera segura, lo cual fue clave en las condiciones de guerra, donde la rapidez y la movilidad eran esenciales para el éxito de las transfusiones.

## Exilio
A pesar de que Wenceslao concordaba con la ideología republicana, el no se identificaba como Republicano ni como franquista, es por eso que decide marcharse, ya que no quería vivir en un "socialismo" ni en una "dictadura".
En 1938 abandonó el territorio español y pasó clandestinamente a Francia por los Pirineos, acompañado de su esposa. En el trayecto hacia Francia su esposa la cual se encontraba embarazada sufrió un aborto el cual la dejó en un estado débil. Ya en París Wenceslao estudió enfermedades tropicales en la Universidad de París donde obtuvo un diploma en “malariologia”. Wenceslao su esposa y padres vivieron es París por un año hasta que el 19 de octubre de 1938, con su esposa padre y hermanos, embarcó desde la ciudad francesa de Burdeos hacia el puerto de Veracruz, parando en Puerto Rico. Ya en México donde arraiga y se convierte en un promotor de la cultura catalana del exilio.

### Llegada y vida en México
Llegó a Veracruz el 11 de noviembre de 1938 a bordo del vapor Flandre, desde donde se trasladó a Ciudad de México. Entre 1940 y 1953, trabajo como profesor de Patología en la Escuela de Medicina Rural del Instituto Politécnico Nacional (IPN) de México, publicando trabajos sobre antibióticos y vitaminas. Simultáneamente, la familia (Wenceslao, Elíseo y Marta) fundaron los Laboratorios Farbar SA (Farmacéuticos Barcelona) para la investigación biomédica sobre la alergia. Fue miembro de la Mutual de los Médicos de Cataluña y Baleares y uno de los principales impulsores de la Bolsa del Médico Catalán en México, a pesar de que no aceptó la presidencia.

## Asesinato de Trotski

### Wenceslao Dutrem y el asesinato de Trotski
Liev Davídovich Bronstein conocido como Leon Trotski, fue una de las grandes figuras de la revolución bolchevique, ayudó a Lenin a llegar al poder y organizó el ejército rojo. A la muerte de Lenin, perseguido por Stalin, fue expulsado de Rusia en 1929 y se exilió en México en 1937.
La Liga Comunista Internacionalista Mexicana, que agrupaba a trotskistas como Octavio Fernández,  o el pintor Diego Rivera, que solicitaron a presidente mexicano Lázaro Cárdenas el asilo político para Trotski. La aceptación del presidente fue inmediata y el 18 de diciembre de 1936 Trotsky fue llevado al petrolero Ruth por la policía noruega. Llegó a Tampico, México el 9 de enero de 1937. Es muy recomendable y de lectura agradable, el libro de Leonardo Padura, “El hombre que amaba a los perros”.

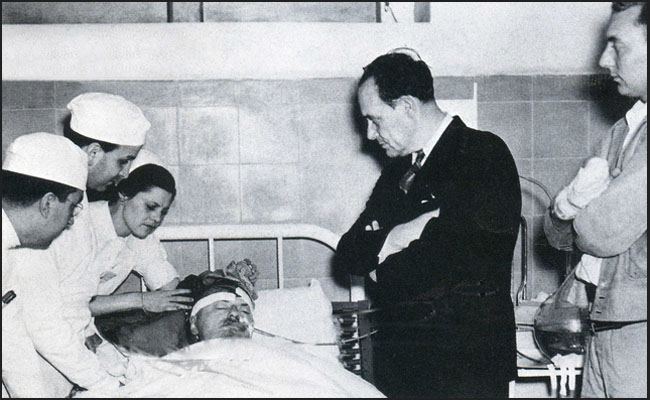
Wenceslao Dutrem, junto con Ramon Mercader, fue uno de los médicos que atendió a León Trotsky después de ser herido mortalmente en México el 21 de agosto de 1940.

Estableció su residencia definitiva en la Calle Viena, del barrio de Coyoacán, muy cerca de donde vivían Diego Rivera, Frida Kahlo, y también los Dutrem.
El 20 de agosto de 1940 Ramón Mercader asesinó al político ruso con un piolet de alpinista que llevaba disimulado en la gabardina. De forma imprevista, Trotski se defendió, no muriendo en el acto e identificó al agresor, que con el alboroto fue detenido por los guardaespaldas. La mujer de Trotski pidió fueran a buscar ayuda médica y fue atendido por el Dr. Wenceslao Dutrem.
El Dr. Wenceslao Dutrem ya había coincidido con Ramón Mercader en casa de los Trotski, pero ignoraba totalmente que fuera catalán, pues nunca se había expresado en esta lengua.
Sorprendentemente Mercader, al ser detenido por los guardias de seguridad de Trotski, se dirigió al doctor Dutrem diciéndole en perfecto catalán: “Doctor Dutrem, ajudim siusplau” "Doctor Dutrem ayúdeme porfavor"  El Dr. Dutrem le respondió sorprendido: “catalá havies de ser, fill de puta”.
El Dr. Dutrem apreció la gravedad del herido y el daño cerebral, lo  acompañó a un hospital del Distrito Federal, la Central de Socorros de la Cruz Verde, en una ambulancia. Aún estaba vivo, y el Dr. Dutrem, al parecer intentó contactar con el Dr. Ignacio Ponseti, amigo de la familia, que había sido discípulo del famoso neurocirujano Dr. Ley en Barcelona. Trotski falleció unas horas después.

## Muerte
Wenceslao recibió una llamada de su hermana Marta en donde ella le comunico que ella supuesta mente tenía cáncer. El viaja a Barcelona en enero de 1979 y durante su estancia en Barcelona Dutrem cayo y se rompió el fémur, fue trasladado a la Clínica Platón que fue en donde durante la operación Wenceslao murió por exceso de anestesia tras varios intentos de resusitacion.